# ساموئل هانتینگتون
ساموئل هانتینگتون (به انگلیسی: Samuel P. Huntington)، (۱۸ آوریل ۱۹۲۷–۲۴ دسامبر ۲۰۰۸)، متخصص علوم سیاسی شهیر آمریکایی بود. وی دانش‌آموخته و به مدت ۵۸ سال، استاد دانشگاه هاروارد بود.
هانتینگتون در دوران ریاست جمهوری جیمی کارتر، هماهنگ‌کننده برنامه‌ریزی امنیتی در شورای امنیت ملی ایالات متحده آمریکا بود. در دوران آپارتاید دهه ۱۹۸۰ در آفریقای جنوبی، او به‌عنوان مشاور سرویس امنیتی پی‌دبلیوبوتا خدمت می‌کرد.
هانتینگتون بیشتر به خاطر نظریه برخورد تمدن‌ها درباره نظم جدید جهانی پس از جنگ سرد شناخته می‌شود. او استدلال می‌کرد که جنگ‌های آینده نه بین کشورها، بلکه بین فرهنگ‌ها خواهد بود و افراط‌گرایی اسلامی به بزرگترین تهدید برای سلطه غرب بر جهان تبدیل خواهد شد.

## زندگی و کار دانشگاهی
ساموئل هانتینگتون در سال ۱۸ آوریل ۱۹۲۷ در نیویورک در یک خانواده مهاجر انگلیسی به دنیا آمد. در دانشگاه‌های ییل و شیکاگو تا مرحله کارشناسی ارشد تحصیل کرد. دکترای علوم سیاسی را از دانشگاه هاروارد گرفت و در همان دانشگاه به تدریس پرداخت. از سال ۱۹۸۹ تا هفتاد سالگی ریاست مرکز مطالعات استراتژیک دانشگاه هاروارد را عهده‌دار بود.
علاوه بر این، مسئولیت‌های متعدد دیگری را هم بر عهده داشته‌است، از جمله:
- دستیار تحقیقات امور دفاعی در مؤسسة مطالعاتی بروکینگز (۵۳–۱۹۵۹
- پژوهشگر شورای تحقیقات علوم اجتماعی آمریکا(۵۷–۱۹۵۴)
- دستیار مؤسسة جنگ و صلح در دانشگاه کلمبیای نیویورک (۱۹۵۸)
- هماهنگ کنندة دفتر طرح و برنامه‌ریزی شورای امنیت ملی آمریکا در دورة برژینسکی (۷۸–۱۹۷۷)
- تحللیگر امور دفاعی و استراتژیک در وزارت دفاع و خارجه آمریکا (از ۱۹۸۵ تا کنون)
- ریاست انجمن مطالعات علوم سیاسی آمریکا (۸۷–۱۹۸۶)
- بنیانگذار و سردبیر مجله «سیاست خارجی (۷۷–۱۹۷۰)

هانتینگتون زمانی که در حال کار روی یک سخنرانی برای نامزد ریاست جمهوری سال ۱۹۵۶ آدلای استیونسون دوم بود با همسرش، نانسی آرکلیان، آشنا شد. آنها دو پسر به نام های نیکلاس و تیموتی داشتند.

## نظریه های مشهور

### سرباز و دولت
هانتینگتون در کتاب سرباز و دولت: نظریه و سیاست روابط مدنی-نظامی (۱۹۵۷)، نظریه‌ای کلی از روابط مدنی-نظامی ارائه می‌دهد. هانتینگتون تئوری کنترل عینی مدنی (غیرنظامی) را پیشنهاد می‌کند که بر اساس آن ابزار بهینه برای اعمال کنترل بر نیروهای مسلح، حرفه‌ای کردن آنهاست.

### نظم سیاسی در جوامع در حال تغییر
در سال ۱۹۶۸، درست زمانی که جنگ ایالات متحده در ویتنام در حال شدیدتر شدن بود، هانتینگتون کتاب «نظم سیاسی در جوامع در حال تغییر» را منتشر کرد که در نقد نظریه نوسازی بود که در دهه قبل بر سیاست‌های ایالات متحده در مورد جهان در حال توسعه تأثیر گذاشته بود. هانتینگتون استدلال می‌کرد که با مدرن شدن جوامع، آنها پیچیده‌تر و بی‌نظم می‌شوند. اگر فرآیند نوسازی اجتماعی که این اختلال را ایجاد می‌کند با فرآیند نوسازی سیاسی و سازمانی مطابقت نداشته باشد، نتیجه ممکن است خشونت باشد.
در طول دهه ۱۹۷۰، هانتینگتون مشاور دولت‌ها، هم دموکراتیک و هم دیکتاتوری بود. در سال ۱۹۷۲، او با نمایندگان دولت امیلیو گاراستازو مدیسی در برزیل ملاقات کرد. یک سال بعد، او گزارش «رویکردهای رفع فشار سیاسی» را منتشر کرد که در مورد خطرات یک آزادسازی سیاسی بسیار سریع هشدار داد، پیشنهاد آزادسازی تدریجی و یک دولت حزبی قوی با الگوبرداری از تصویر حزب انقلابی نهادی مکزیک را داد.
در طول دهه ۱۹۸۰، او مشاور ارزشمندی برای رژیم آفریقای جنوبی شد، رژیمی که از ایده‌های خود در مورد نظم سیاسی برای ایجاد "استراتژی کامل" خود برای اصلاح آپارتاید و سرکوب مقاومت رو به رشد استفاده کرد. او به حاکمان آفریقای جنوبی اطمینان داد که افزایش قدرت سرکوبگری دولت (که در آن زمان شامل خشونت پلیس، بازداشت بدون محاکمه و شکنجه می‌شد) می‌تواند برای انجام اصلاحات ضروری باشد. او به مخاطبان آفریقای جنوبی خود گفت که روند اصلاحات اغلب مستلزم "دورویی، فریبکاری، فرضیات نادرست و کوری هدفمند" است. بنابراین او به جای حذف کردن آپارتاید، به مخاطبانش پروژه «اصلاح» آپارتاید را پیشنهاد کرد.

### موج سوم
هانتینگتون در کتاب خود با عنوان موج سوم: دموکراتیزه شدن در اواخر قرن بیستم، این استدلال را مطرح کرد که با شروع انقلاب پرتغال در سال ۱۹۷۴، موج سومی از دموکراسی‌سازی وجود داشته است که روندی جهانی را توصیف می‌کند که شامل بیش از ۶۰ کشور در سراسر اروپا، آمریکای لاتین، آسیا و آفریقا است که دستخوش نوعی انتقال دموکراتیک شده‌اند. هانتینگتون برای این کتاب برنده جایزه گریومایر دانشگاه لویی‌ویل در سال ۱۹۹۲ شد.

## منتقدان
سمیر امین، اقتصاددان و نظریه‌پرداز برجسته چپ‌گرای مصری‌الاصل، هانتینگتون را تا حد یک کارمند دون پایه مراکز اطلاعاتی و امنیتی امریکا تقلیل داده است. بسیاری دیگر از منتقدان هانتینگتون هم دیدگاه‌های وی را در راستای سیاست خارجی تهاجمی نومحافظه‌‌کاران امریکا ارزیابی می‌کنند. در ایران هم سید محمد خاتمی رئیس‌جمهوری اصلاح‌طلب اسبق ایران با طرح نظریه «گفت‌و‌گوی تمدن‌ها» از جمله منتقدانی بود که با طرح بدیلی برای نظریه هانتینگتون در کانون توجه جهانیان قرار گرفت.

## مرگ
هانتینگتون در ۲۴ دسامبر سال ۲۰۰۸ در سن ۸۱ سالگی در گذشت.

## آثار
در میراث مکتوب این نظریه‌پرداز، آثاری چون «سامان سیاسی در جوامع دستخوش دگرگونی»، «موج سوم دموکراسی در پایان سده ۲۰»، «چالش‌های هویت در امریکا» و «چند جهانی شدن- گوناگونی فرهنگی در جهان کنونی» به چشم می‌خورد که تقریباً تمامی آنها با محوریت تلاطمات تمدنی عصر جدید به نگارش درآمده است. با این همه، مشهورترین کتاب او «برخورد تمدن‌ها و تغییر جهان»‌ است که ابتدا در قالب یک مقاله به همین نام در سال ۱۹۹۳ در مجله «فارن افرز» به چاپ رسید و بعدها شکل کمال‌یافته و پیراسته آن به‌صورت کتاب منتشر شد، کتابی که نام ساموئل هانتینگتون را بیش از پیش بر سر زبان‌ها انداخت و موج‌های فراگیری از منازعات نظری را آفرید و دامن زد.

### ترجمه شده به فارسی
- سامان سیاسی در جوامع دست‌خوش دگرگونی، مترجم: محسن ثلاثی ناشر: علم
- موج سوم دموکراسی در پایان سده ۲۰، مترجم: احمد شهسا، ناشر: روزنه
- چالش‌های هویت در آمریکا، مترجم محمودرضا گلشن پژوه و دیگران، ناشر: ابرار معاصر
- چند جهانی شدن - گوناگونی فرهنگی در جهان کنونی، مترجم: علی کمالی ناشر: روزنه، ۱۳۸۴
- برخورد تمدن‌ها و بازسازی نظم جهانی، مترجم: محمدعلی حمیدرفیعی، ناشر: دفتر پژوهش‌های فرهنگی ،۱۳۷۸،ISBN 964-6269-34-6

### ترجمه نشده
- ارتباط تمدن‌های اسلامی و کنفوسیوسی  (The Islamic-Confusian Connection)، فصلنامه نیو پرسپکتیوز کوارترلی، تابستان ۱۹۹۳.......